# Estadio Nacional de Fútbol
Estadio Nacional de Fútbol – stadion piłkarski w Managui w Nikaragui. Służy również jako stadion narodowy i jest obecnie używany głównie dla meczów piłki nożnej. Swoje mecze rozgrywają na nim reprezentacja Nikaragui w piłce nożnej oraz drużyna piłkarska Juventus Managua. Stadion może pomieścić 15 000 widzów.